# Förlösa-Kläckeberga församling
Förlösa-Kläckeberga församling är en församling inom Kalmar-Ölands kontrakt i Växjö stift inom Svenska kyrkan och ligger i Kalmar kommun. Församlingen utgör ett eget pastorat.
Församlingskyrkor är Förlösa kyrka och Kläckeberga kyrka. Den mesta av församlingens verksamhet hålls dock i Simon Garvares kapell och den intilliggande Gravaregården som ligger i centrala Lindsdal. 

## Administrativ historik
Församlingen bildades 1 januari 1998 genom sammanslagning av Förlösa församling och Kläckeberga församling och utgör därefter ett eget pastorat.